# イエローテイル
イエローテイルは、株式会社エイシスの子会社である株式会社zowieQ（英: zowieQ ,Inc.）の声優プロダクション事業。日本声優事業社協議会会員。

## 沿革
- 1989年（平成元年）- 芸能プロダクション有限会社ロックンバナナ設立。「シュガーティッツ」テイチクレコードをマネージメント。
- 1991年（平成3年）- 有限会社ロックンバナナの音響制作部門を設立。
- 1999年（平成11年）11月1日 - 有限会社ロックンバナナ内イエローテイル事業部として設立
- 2002年（平成14年）- 歌手部門のプロダクション「シェイクエンターテイメント」を設立
- 2003年（平成15年）- タレント養成機関「EEA（江古田エンターテイメントアカデミー）」を設立。
- 2005年（平成17年）6月9日 - イエローテイル事業部とシェイクエンターテイメント事業部を統合して有限会社イエローテイルとして独立、法人化
- 2006年（平成18年）- 日本芸能マネージメント事業者協会に加入。
- 2012年（平成24年）- 株式会社ロックンバナナアーティストを設立。
- 2013年（平成25年）- 日本声優事業社協議会に加入。
- 2019年（令和元年）- 株式会社エイシスが有限会社イエローテイルより声優のマネジメント事業及び声優育成を目的とした養成所事業を譲受し、同事業を運営する子会社株式会社イエローテイルを設立[1]。株式会社イエローテイルが有限会社ロックンバナナとの業務提携を締結。
- 2020年（令和2年）- 株式会社イエローテイルの商号を株式会社zowieQに変更。養成所事業EEAを「zowieQ Academy」へと改称

## 所属声優

### 女性
- 瑞沢渓
- 小林眞紀
- 高城みつ
- 中田順子
- 幡宮かのこ
- 橘志穂
- 西野ゆみこ
- 澤宮菜穂
- 佐藤美佳子

### 男性
- 古河徹人
- 小林範雄
- 桜木章人
- 石川弘則

### ジュニア

#### 女性
- 眞田朱音
- 瀬戸千晴
- 松山紗香
- 明島ゆうり
- 外海帆風
- 二瓶由佳子
- 七瀬結香
- 二橋奈生

### 男性
- 高石唯
- 西田翔一
- 中村遼

### 女性
- 雨崎まい
- 梢みく
- 里美こはる
- 長澤絢芽
- 嶺岸祐生
- 結希由梨
- 高槻紗也
- ふくいゆか
- 細越葉月

#### 男性
- 東裕介
- 仲島大輔
- 天沢総司
- Lee Hoang Huy Hai
- 宮下はじめ
- 小林優斗
- 浅川真
- 經隆閑
- 青山哲志
- 桜井友哉

### 声のみ預かり
- 片岡一郎

## かつて所属していた主な声優（業務提携含む）

### 男性
- 荒川太朗（フリー転向後死去）
- 尾崎準（別芸名：滝沢アツヤ、フリー）
- 片桐勇介
- 酒井相一郎
- 坂野茂
- 沢口友哉
- 中村圭佑[2]（フリー）
- 根津貴行（現所属：アル・シェア）
- 増田雄市[3]（フリー）
- 宮脇税（フリー）
- 矢薙直樹（現所属：フリーマーチ代表、アーティストクルー）

### 女性
- 朝樹りさ（フリーランス）
- あさみほとり[3]（現所属：ダーナ・ワークス）
- 飯野ユウ（引退）
- いけながあいみ（現所属：アイリンク）
- 加藤恵
- 桑島三幸（現所属：CINEMACT）
- 綾川りの
- 倖月美和（現所属：81プロデュース）
- 近藤祐記[4]
- 神保巴
- 鈴木はるこ
- 高橋かな
- 高橋奈津江[5]（フリー）
- 田崎由美子
- 田中茉理花[6]（フリー）
- 富山あかり
- なかせひな（現所属：Honey Rush）
- 中村恵子
- 永見はるか（引退）
- 拝師みほ[7]（現所属：ステイラック）
- 日高未涼[5][8]（フリー）
- 平山縁[9]（フリー）
- 水口まつり[3]（フリー）
- 雪野梨沙
- 吉川華生（フリー）
- 和田カヨ（引退）